# الجمعية الدولية لعلم النفس التحليلي
الرابطة الدولية لعلم النفس التحليلي (بالإنجليزية: International Association for Analytical Psychology)‏ هي الهيئة الدولية للاعتماد والتنظيم لجميع مجتمعات يونغ ومجموعات ممارسي علم النفس التحليلي والمتدربين والمنتسبين. وقد أسس علم النفس التحليلي كارل جوستاف يونغ.
يقع مقر الجمعية في زيورخ، وقد أسسها في عام 1955 كارل جوستاف يونغ ومجموعة من المحللين الدوليين. وهي تضم جمعيات وأعضاء / شركات مرتبطين بها في 58 دولة.

## أهداف الجمعية
تهدف الجمعية الدولية لعلم النفس التحليلي إلى تعزيز دراسة علم النفس التحليلي ونشر المعرفة حوله والحفاظ على معايير عالية في التدريب والممارسة والسلوك الأخلاقي. وتعقد الجمعية مؤتمرات ومؤتمرات دولية لدعم هذه الأهداف، كما تشجع البحث في مجال علم النفس التحليلي وتدعم المؤتمرات المشتركة مع الجامعات كما تعكس دعم متزايد للبحث في مجال علم النفس التحليلي.

## مقالات ذات صلة
- جمعية علم النفس التحليلي [الإنجليزية]
- الجمعية البريطانية لعلم النفس التحليلي اليونغي [الإنجليزية]

## روابط خارجية
- الموقع الرسمي
- الرابطة الدولية للدراسات اليونغية